# ジャック・ダンジャン
ジャック・ダンジャン（Jacques Denjean、1929年5月25日 - 1995年12月21日）は、1960年代から1970年代に活躍したフランスの作曲家、編曲家。
彼は主に編曲家として、ディオンヌ・ワーウィック、フランソワーズ・アルディ、ナナ・ムスクーリ、ジョニー・アリディ、バルシュ・マンチョ、マリア・デル・マール・ボネット、ギイ・ベアールなどのアーティストたちと仕事をした。
ダンジャンはフランスのボーカル・グループ、レ・ダブル・シックスのメンバーでもあった。
彼は次のような映画音楽でも知られている。
- Morbo (1972年)
- Vive la vie (TV) (1966年)
- 『アデュー・フィリピーヌ』 - Adieu Philippine (1962年)

## ディスコグラフィ

### アルバム
- Jazz (1962年)
- Un disque à tout casser (1963年)
- La route (1963年) ※EP
- The Tough Touch (1964年)
- Écoutez-moi (1965年) ※EP

### シングル
- "Névrose" / "Psychomaniac" (1968年)